# Manoel Castro de Arantes (Fião)
Manoel Castro de Arantes, popularmente conhecido como Fião, é um político e empresário goiano com uma trajetória notável na política, no setor bancário, contábil, agropecuário e empresarial.  Em sua trajetória política, Fião foi eleito o vereador mais jovem da história de Goianésia e se destacou como presidente da Câmara Municipal de 1973 a 1974. Seu trabalho nos bastidores políticos, principalmente na coordenação de campanhas eleitorais, consolidou sua posição como uma das figuras mais influentes na política local e regional.

## Formação Acadêmica e Início da Carreira
Fião se formou em Direito pela Faculdade Evangélica de Goianésia e também possui formação em Gestão Pública. Começou sua trajetória profissional aos 14 anos, trabalhando como Office Boy em um escritório de contabilidade. Posteriormente, obteve experiência como bancário, conquistando um concurso no Bradesco, antes de adquirir o escritório de contabilidade de seu ex-patrão, Manoel Dias.

## Trajetória Política
A política sempre fez parte da vida de Fião, influenciado pelo legado político de seu avô, José Carrilho Arantes, que foi vereador de Jaraguá. Em 1972, Fião foi eleito vereador mais jovem de Goianésia com apenas 24 anos e assumiu a presidência da Câmara Municipal de Goianésia de 1973 a 1974.
Após seu mandato, manteve-se envolvido na política e nos bastidores eleitorais, coordenando campanhas, especialmente para o ex-governador Otávio Lage. Em 2005, fundou o diretório do PTB em Goianésia, marcando sua entrada em uma nova fase política. Fião tem sido uma figura central na política local e em várias articulações políticas na cidade e no estado.

## Liderança na Codego e Ceasa
Antes de assumir a presidência da Ceasa/GO, Fião teve um papel fundamental como presidente da Companhia de Desenvolvimento Econômico de Goiás (Codego). Sua gestão na Codego foi marcada por ações de fomento ao desenvolvimento econômico de Goiás, e ele contribuiu significativamente para a articulação de políticas públicas no estado.
Fião de Castro continua sendo uma referência política em Goiás, com grande experiência tanto na gestão pública quanto na articulação política. Sua trajetória de vida e profissional está fortemente ligada ao desenvolvimento e crescimento da região, especialmente Goianésia, e ele segue sendo uma liderança de destaque no estado de Goiás.